# Valkmusa nationalpark

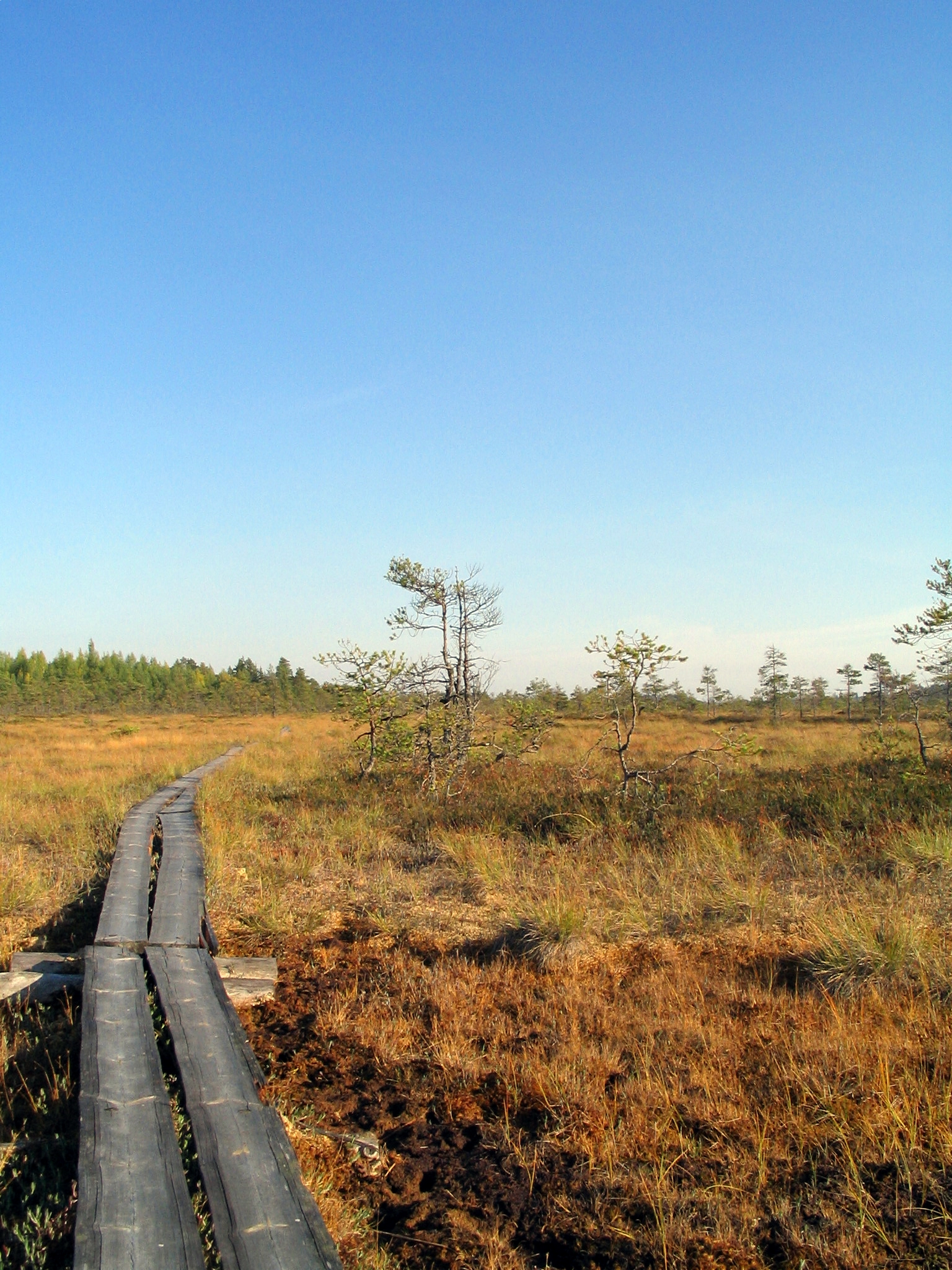
Spång i Valkmusa nationalpark.

Valkmusa nationalpark (finska: Valkmusan kansallispuisto) är en nationalpark i Finland som inrättades 1996.
Nationalparken ligger cirka 100 km öster om Helsingfors och täcker en yta på cirka 17 kvadratkilometer. Nationalparken ligger i landskapet Kymmenedalen i kommunerna Pyttis och Kotka. Området kännetecknas av stora träskmarker och en yppig fågelfauna, bland annat med videsparv och dalripa. Parken är en rastplats för flyttfåglar.